# Johan Bredman

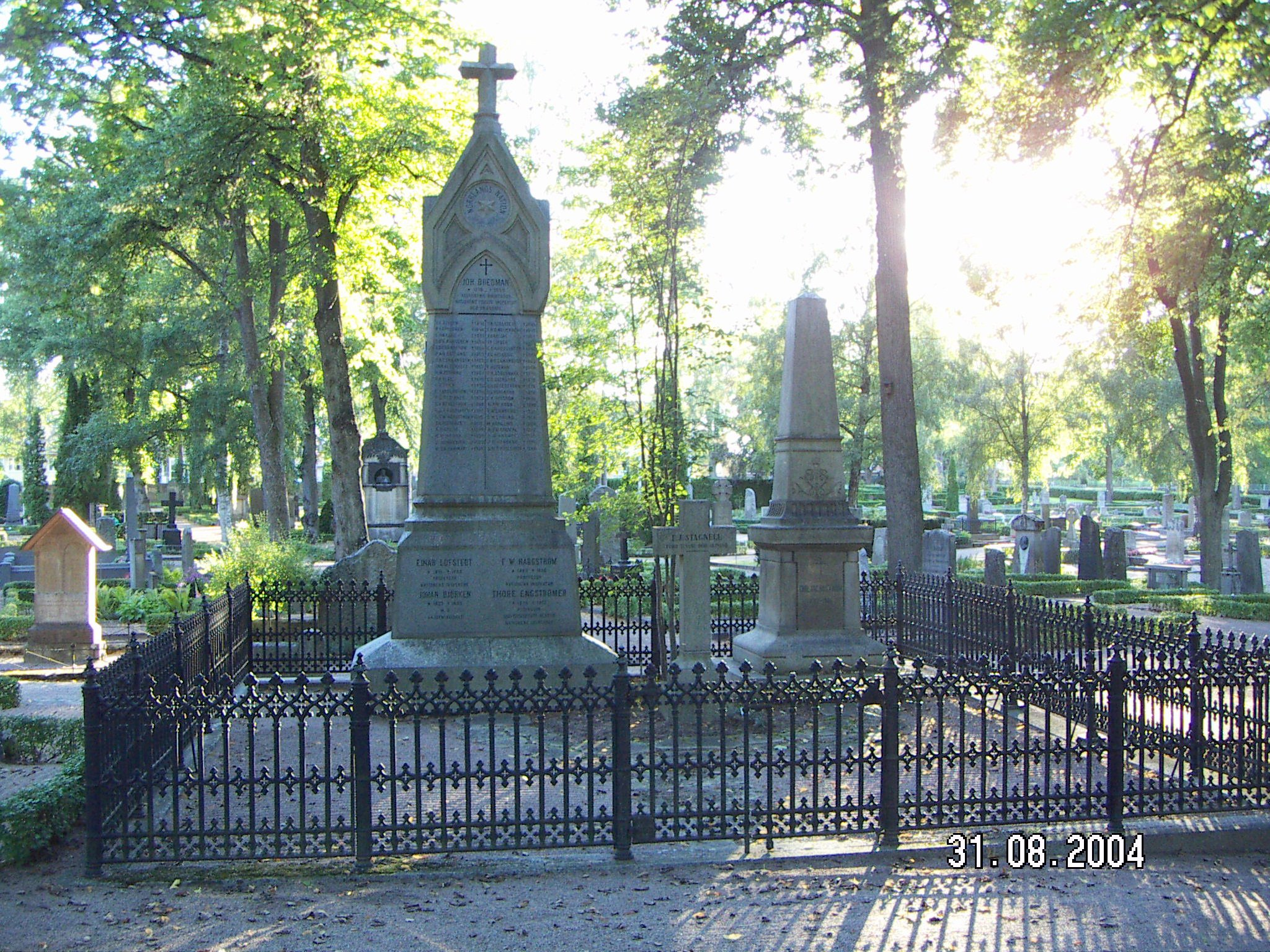
Norrlands nations grav i Uppsala.

Johan Bredman, född den 7 november 1770 i Oviken i södra Jämtland, död den 3 februari 1859 i Uppsala, var en svensk astronom och matematiker vid Uppsala universitet.

## Biografi
Johan Bredman växte upp på faderns, furiren vid Jämtlands infanteriregemente, Erik Bredmans soldatboställe Fjösåsen, beläget nära Oviksfjällen, och började tio år gammal på Frösö trivialskola. I sin självbiografi beskriver han hur ensidig han fann utbildningen med tonvikten på latin och kristendomskunskap, endast en timme i veckan var avsatt för matematik, geografi och historia. Han reagerade också starkt mot pennalismen i skolan. Efter fortsatta studier vid Härnösands gymnasium, som fram till 1858 var Norrlands enda gymnasium norr om Gävle, skrevs Bredman in som student vid Uppsala universitet år 1790.
Han promoverades till filosofie magister år 1797, blev år 1801 docent i matematik vid Uppsala universitet, samt året därefter amanuens i astronomi. År 1808 fick han även tjänsten som adjunkt i matematik. Bredman utnämndes slutligen 1811 till professor i astronomi vid Uppsala universitets astronomiska observatorium och den tjänsten innehade han fram till 1841. Bredmans lärobok i astronomi, Theoretiska astronomiens grunder för begynnare (1845), användes i undervisningen vid observatoriet ända fram till sekelskiftet 1900. 
Han donerade medel till en fond vid observatoriet, Bredmanska fonden, och alla extrakostnader vid observatoriet, kompletterande instrumentinköp med mera, bekostades av fonden ända fram till omkring 1910.
Bredman blev ledamot av Kungliga Vetenskapsakademien 1815, och han var även medlem i Götiska förbundet.
Johan Bredman var Uppsala universitets rektor i tre perioder under åren 1820-1835. Han blev år 1827 den förste inspektorn för den sammanslagna Norrlands nation i Uppsala, samt lät år 1855 inrätta en stipendiestiftelse för medlemmar av nationen. Bredman var en av de första som begravdes i Norrlands nationsgrav på Uppsala gamla kyrkogård, och hans namn finns överst på den stora gravstenen.

## Utmärkelser
- Riddare av Nordstjärneorden (RNO) 1832 [5]
- En gata i Uppsala, Bredmansgatan i främre Luthagen nära Observatorieparken, har fått sitt namn efter honom.

## Övrigt
Bredman är även känd genom texten i Glunt nummer 3, "Uppsala är bäst", skriven cirka 1850 och ingående i sångsamlingen Gluntarne av Gunnar Wennerberg.